# Гвианские арлекины
Гвианские арлекины (лат. Oreophrynella) — род бесхвостых амфибий из семейства жаб, обитающих на тепуях южной Венесуэлы и прилегающей Гайаны. Ареал некоторых видов ограничен парой тепуев или даже одним, как в случае Oreophrynella weiassipuensis, который встречается исключительно на Wei-Assipu-tepui.
Длина тела гвианских арлекинов менее 26 мм. Они характеризуются противопоставленными пальцами стопы, бугорками на верхней стороне тела и прямым развитием.

## Классификация
На февраль 2023 года в род включают 8 видов:
- Oreophrynella cryptica Señaris, 1995
- Oreophrynella huberi Diego-Aransay & Gorzula, 1990
- Oreophrynella macconnelli Boulenger, 1900 — Гайанский арлекин
- Oreophrynella nigra Señaris, Ayarzagüena & Gorzula, 1994
- Oreophrynella quelchii Boulenger, 1895 — Гвианский арлекин
- Oreophrynella seegobini Kok, 2009
- Oreophrynella vasquezi Señaris, Ayarzagüena & Gorzula, 1994
- Oreophrynella weiassipuensis Señaris, Do Nascimiento & Villarreal, 2005